# مؤامرة ساوثامبتون

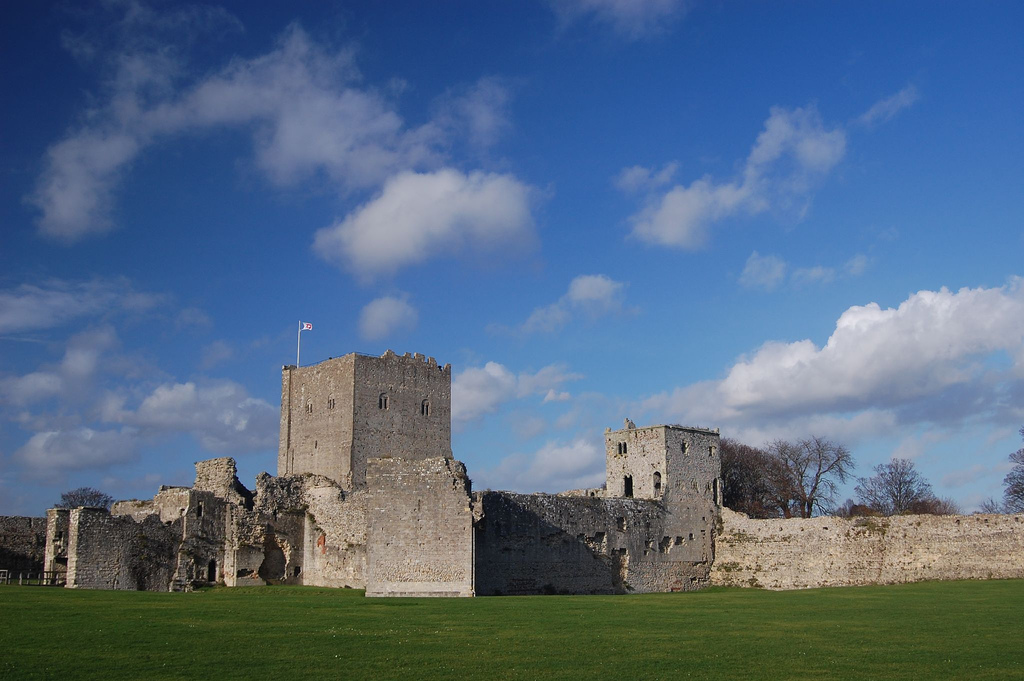
قلعة بورشيستر، وهي المكان الذي بدأت فيه مؤامرة ساوثامبتون ضد هنري الخامس

مؤامرة ساوثهامبتون (بالإنجليزية: Southampton Plot)‏ كانت مؤامرة حدثت في عام 1415 من أجل وضع إدموند مورتيمر، إيرل مارس الخامس في الحكم بدلاً من هنري الخامس، فقد كان إدموند حفيداً لليونيل أنتويرب والأخير هو الابن الثاني لإدوارد الثالث. كانت من نتائج هذه المؤامرة إعدام ريتشارد كونسبيرغ بتهمة الخيانة.